# Юманзари
Юманза́ри (рос. Юманзары, чув. Юмансар) — присілок у складі Канаського району Чувашії, Росія. Входить до складу Караклинського сільського поселення.
Населення — 679 осіб (2010; 668 у 2002).
Національний склад:
- чуваші — 98 %